# (1342) Brabantia
(1342) Brabantia – planetoida z grupy pasa głównego asteroid okrążająca Słońce w ciągu 3 lat i 171 dni w średniej odległości 2,29 au. Została odkryta 13 lutego 1935 roku w placówce Sterrewacht Leiden w Johannesburgu przez Hendrika van Genta. Nazwa planetoidy pochodzi od Brabancji Północnej, prowincji Holandii. Przed nadaniem nazwy planetoida nosiła oznaczenie tymczasowe (1342) 1935 CV.